# Parole (Mazovské vojvodství)
Parole je vesnice v Polsku nacházející se v Mazovském vojvodství, v okrese Pruszków, v gmině Nadarzyn.
V letech 1975–1998 vesnice administrativně patřila do Varšavského vojvodství.